# Kings Entertainment Company
Kings Entertainment Company (KECO) possédait et dirigeait six parcs à thèmes dans le monde. La société fut à l'origine la propriété de Taft Broadcasting puis dans le milieu des années 1980 elle est rachetée par quelques hauts dirigeants de chez Taft.
En 1992, la société est vendue à Paramount Communications, anciennement Gulf+Western puis est acquise plus tard par Viacom alors apparenté à Paramount Pictures. 
La société est renommée Paramount Parks en 1994, à l'époque du rachat de Viacom, et garde ce nom jusqu'en 2006, quand Kings Island et quatre autres parcs de la société sont achetés par Cedar Fair Entertainment Company. 

## Anciennes propriétés de la société
- Canada's Wonderland, vendu par Paramount, aujourd'hui propriété de Cedar Fair
- California's Great America, vendu par Paramount, aujourd'hui propriété de Cedar Fair
- Kings Island, vendu par Paramount, aujourd'hui propriété de Cedar Fair
- Carowinds, vendu par Paramount, aujourd'hui propriété de Cedar Fair
- Kings Dominion, vendu par Paramount, aujourd'hui propriété de Cedar Fair
- Wonderland Sydney, inauguré en 1985, vendu à Sunway Group en 1997 et fermé en 2004[2]
- Hanna Barbera Land, ouvert de 1984 à 1985, aujourd'hui remplacé par Six Flags Hurricane Harbor SplashTown[3]
- Marineland of the Pacific, acheté par Taft Broadcasting en 1977, vendu à Far East Hotels and Entertainment Ltd. 1981